# Lutalo Muhammad
Pour les articles homonymes, voir Muhammad (homonymie).
Lutalo Muhammad, né le 3 juin 1991 à Walthamstow, est un taekwondoïste britannique.

## Carrière
Lutalo Muhammad, après un titre de champion d'Europe en moins de 87 kg à Manchester en 2012, remporte la même année la médaille de bronze aux Jeux olympiques d'été à Londres en catégorie des moins de 80 kg.

## Jeux olympiques de Londres
Aaron Cook ayant été décidé de quitter l'équipe britannique, Muhammad est choisi en remplacement pour représenter le Royaume-Uni aux JO de Londres .